# Gare de Brunoy
La gare de Brunoy est une gare ferroviaire française de la ligne de Paris-Lyon à Marseille-Saint-Charles, située sur le territoire de la commune de Brunoy, dans le département de l'Essonne en région Île-de-France.
C'est une gare de la Société nationale des chemins de fer français (SNCF), desservie par des trains de la ligne D du RER d'Île-de-France.

## Situation ferroviaire
Établie à 58 mètres d'altitude, la gare de Brunoy est située au point kilométrique (PK) 21,102 de la ligne de Paris-Lyon à Marseille-Saint-Charles, entre les gares de Yerres et de Boussy-Saint-Antoine.

## Histoire
La gare de Brunoy est mise en service en 1852[réf. nécessaire]

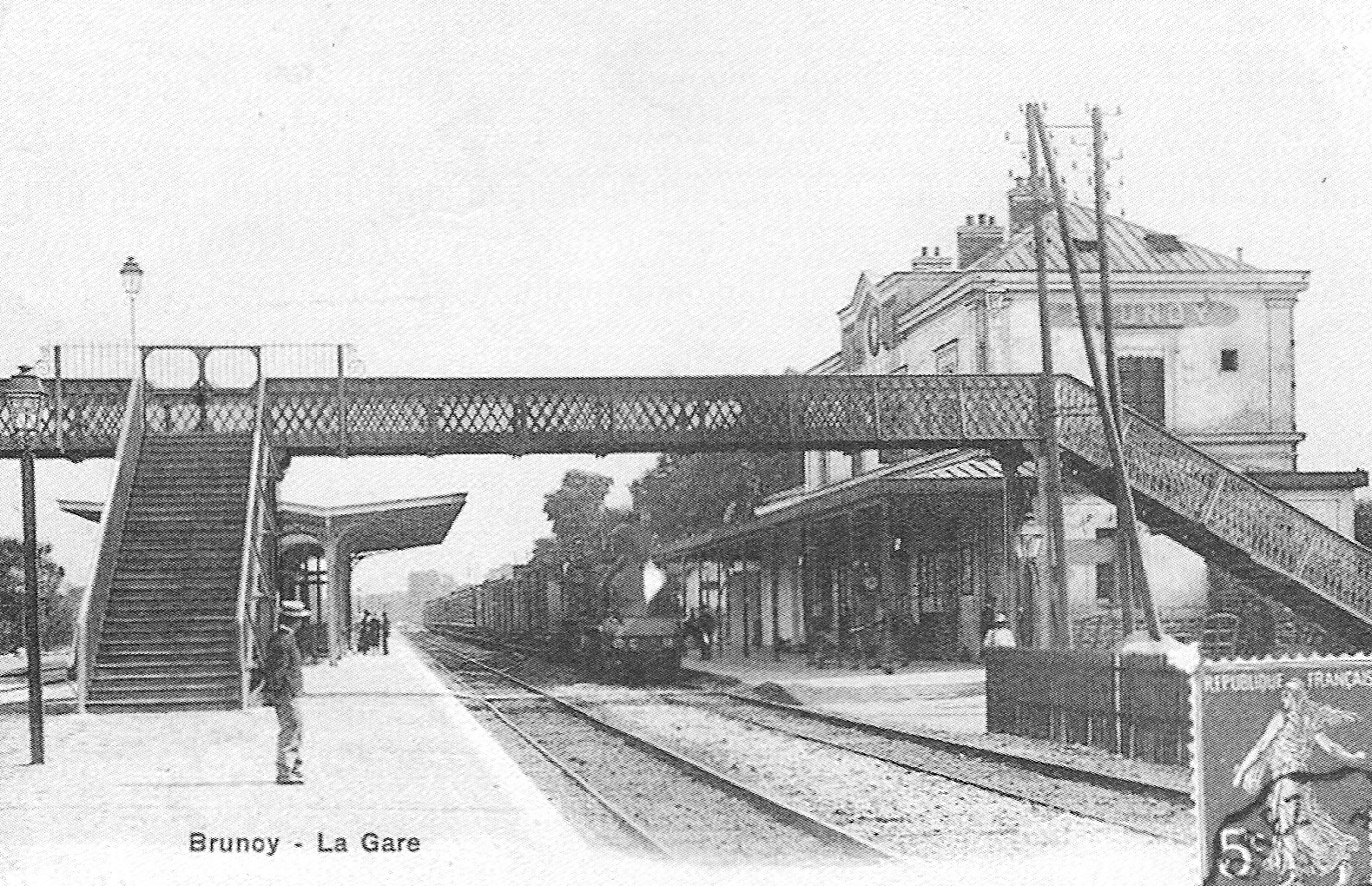
Vue de l'intérieur de la gare au début du XXe siècle.

Le bâtiment de la gare est l'œuvre de l'architecte François-Alexis Cendrier, qui a aussi construit de nombreuses autres gares de la compagnie du PLM.
En 2022, la SNCF estime la fréquentation annuelle de la gare à 4 246 577 voyageurs.

## Service des voyageurs

### Accueil
Gare SNCF, elle dispose d'un bâtiment voyageurs avec guichet, ouvert tous les jours. Elle est équipée d'automates pour l'achat de titres de transport.

### Desserte

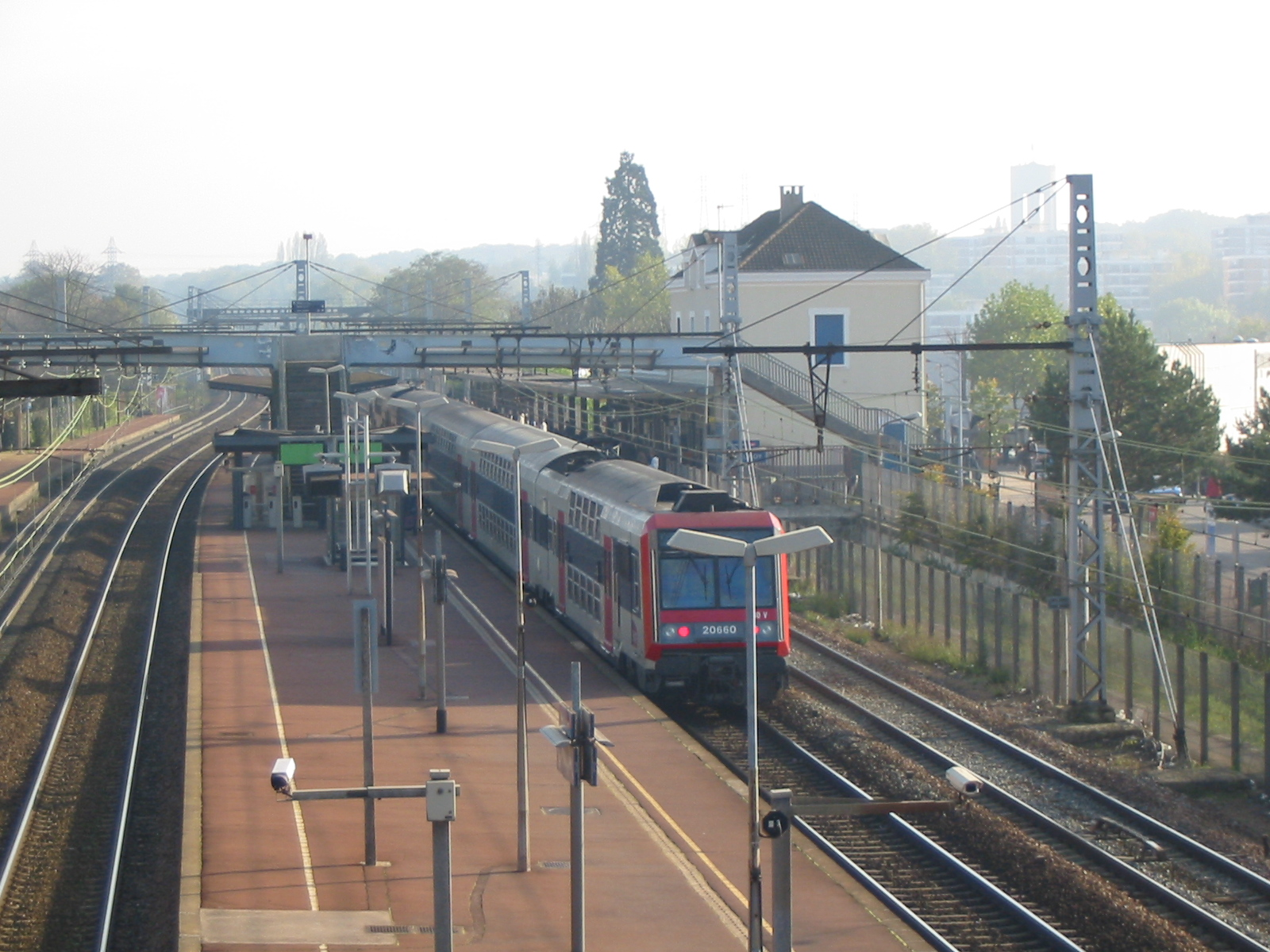
Vue de l'intérieur de la gare. Une rame Z 20500 en gare, en partance pour Melun.

La gare de Brunoy est desservie par les trains de la ligne D du RER.

## Intermodalité
La gare est desservie par la ligne 450 du réseau de bus Marne et Seine, par les lignes 4111, 4132, 4135, 4136, 9101 et Soirée Brunoy Sud du réseau de bus Val d'Yerres Val de Seine et, la nuit, par la ligne N134 du réseau Noctilien.

## Galeries de photographies

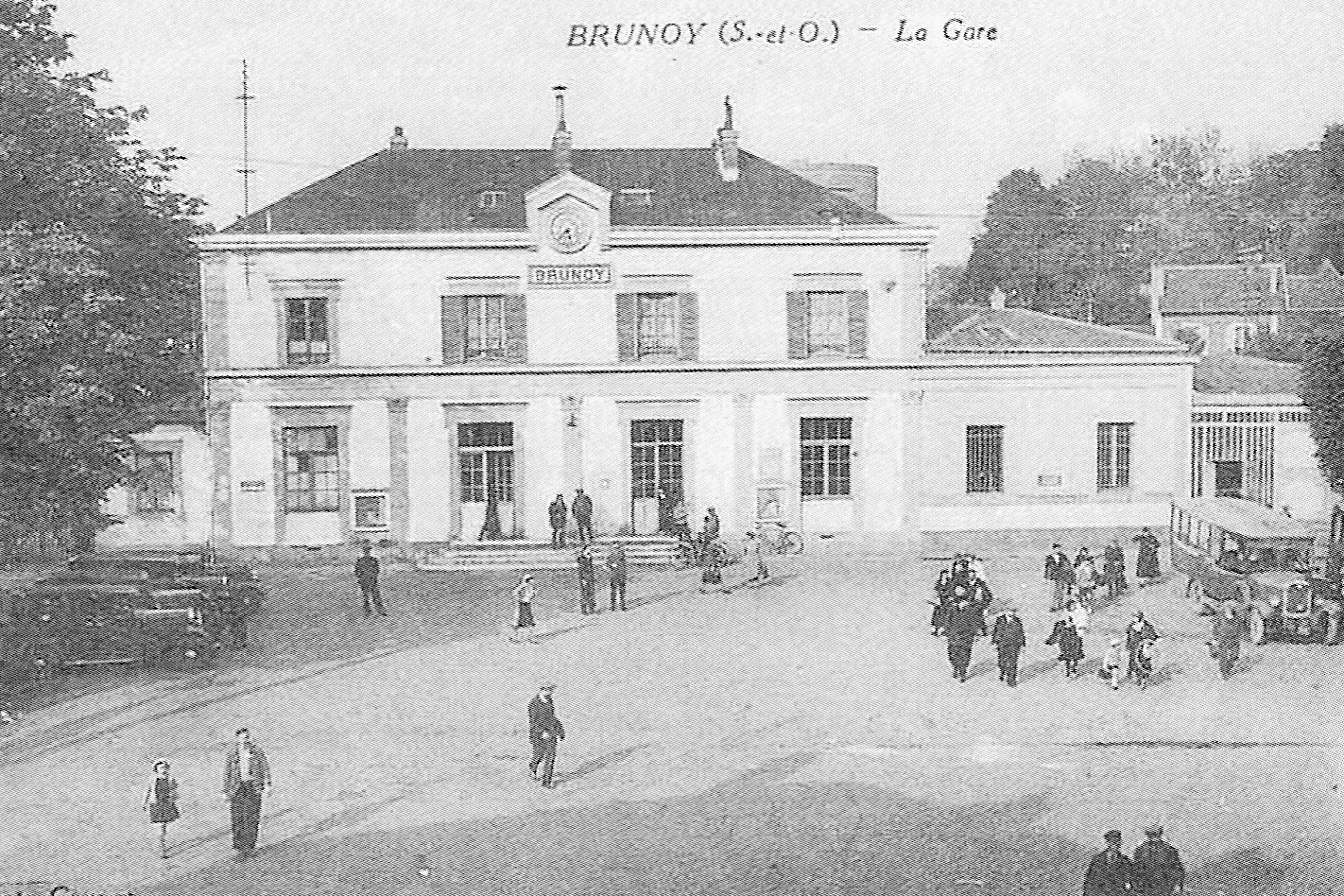
Le bâtiment voyageurs au début du XXe siècle.
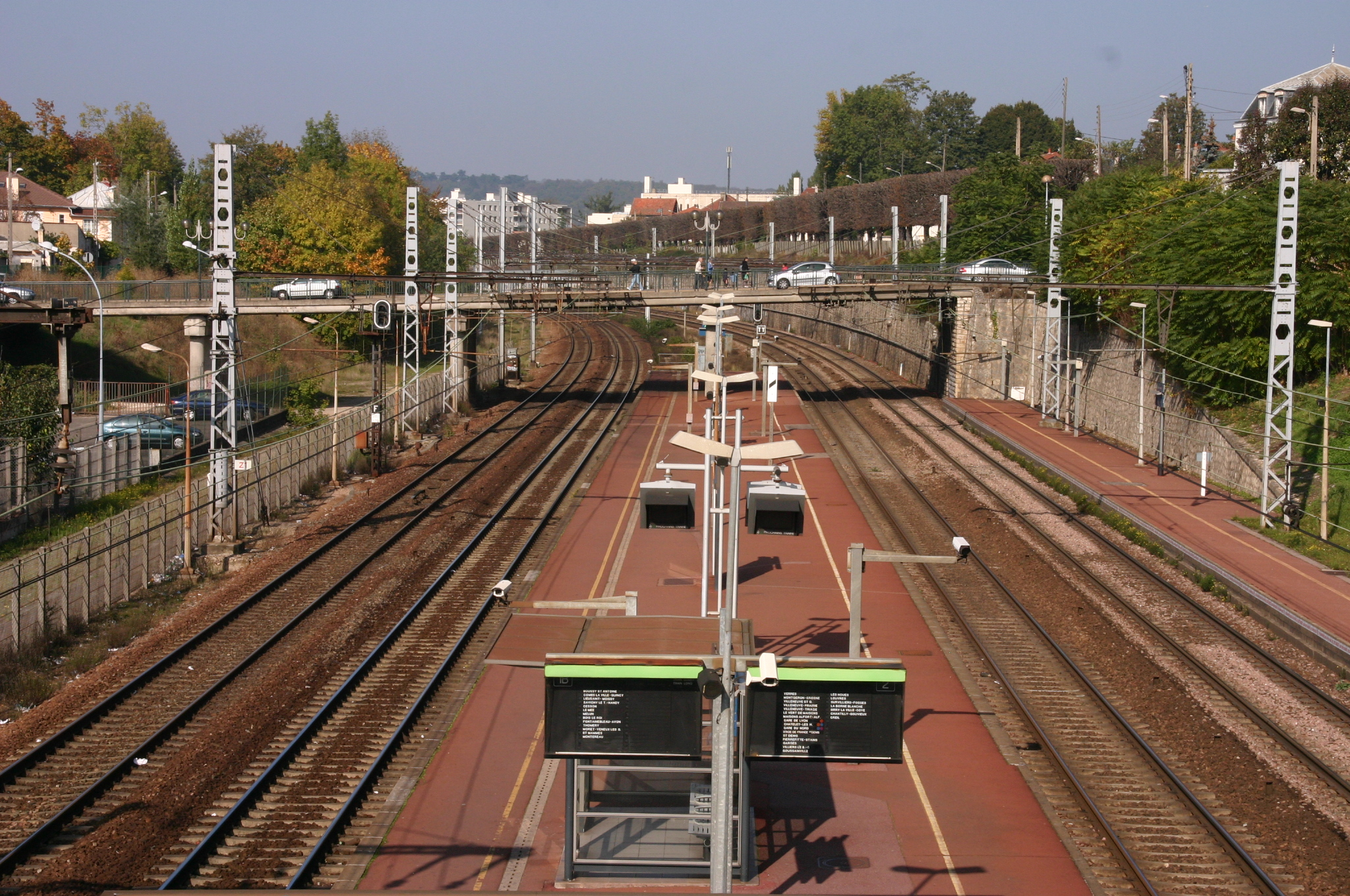
Vue des voies et des quais en direction du nord.
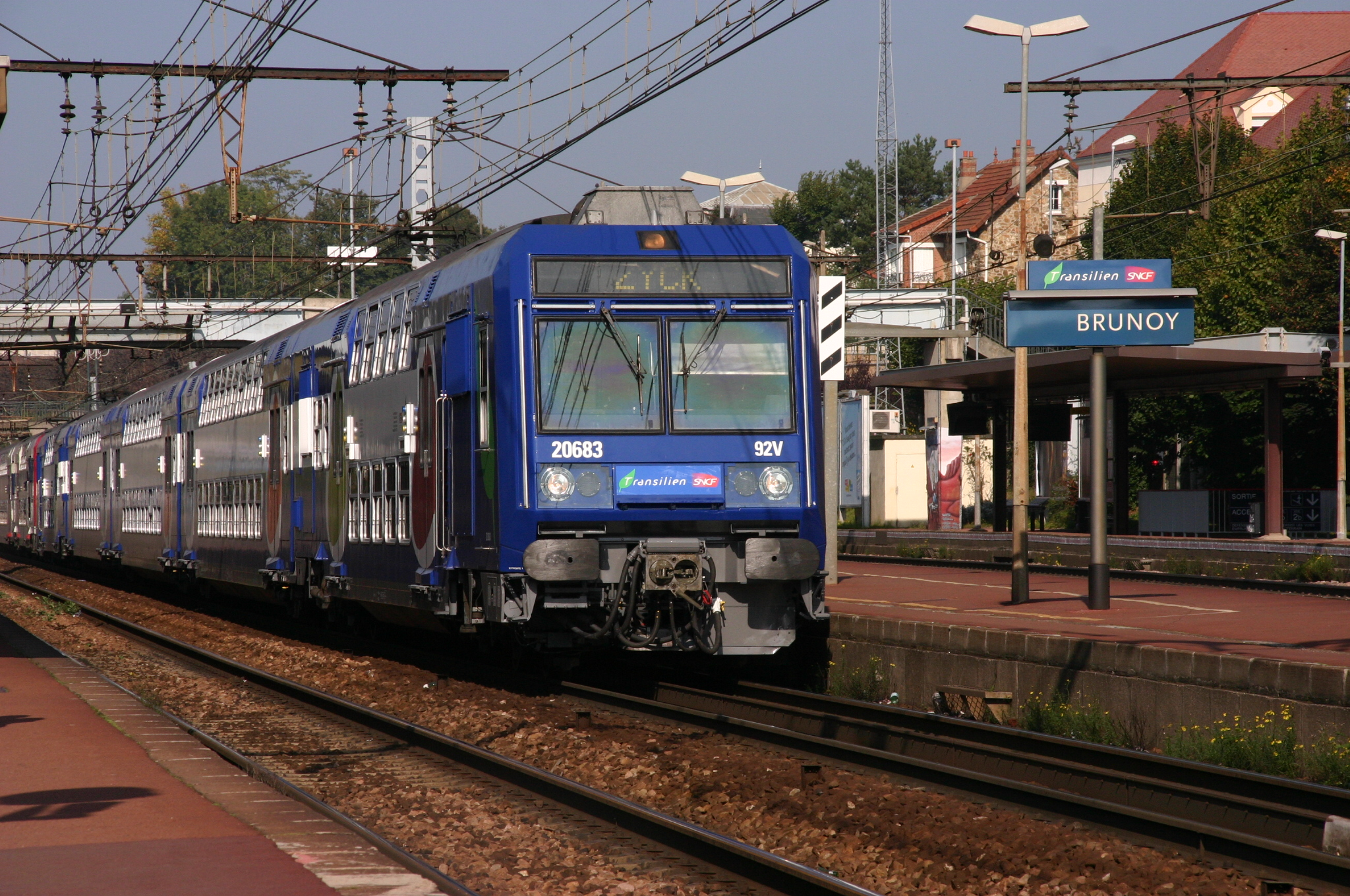
Une rame Z 20500 au départ en direction de Melun.
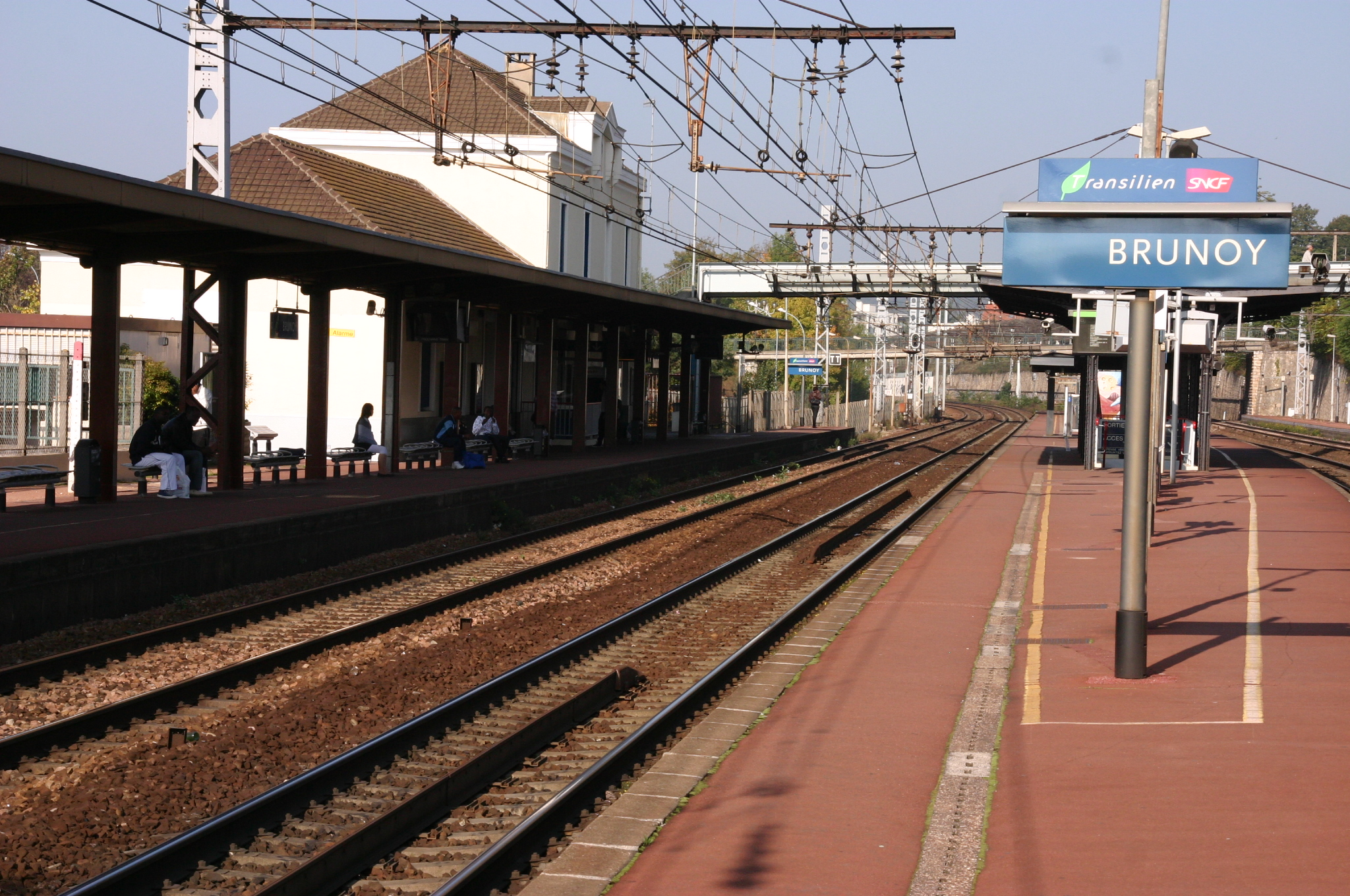
Vue du bâtiment voyageurs depuis le quai central.